# Päkkejaure
Päkkejaure är en sjö i Kiruna kommun i Lappland och ingår i Torneälvens huvudavrinningsområde. Sjön har en area på 0,934 kvadratkilometer och ligger 610,1 meter över havet. Päkkejaure ligger i Tavvavuoma Natura 2000-område. Sjön avvattnas av vattendraget Kiepanjåkkå (Päkkejåkkå).

## Delavrinningsområde
Päkkejaure ingår i det delavrinningsområde (760925-168799) som SMHI kallar för Utloppet av Päkkejaure. Medelhöjden är 677 meter över havet och ytan är 19,28 kvadratkilometer. Räknas de 6 avrinningsområdena uppströms in blir den ackumulerade arean 110,28 kvadratkilometer. Kiepanjåkkå (Päkkejåkkå) som avvattnar avrinningsområdet har biflödesordning 3, vilket innebär att vattnet flödar genom totalt 3 vattendrag innan det når havet efter 490 kilometer. Avrinningsområdet består mestadels av kalfjäll (88 procent). Avrinningsområdet har 1,4 kvadratkilometer vattenytor vilket ger det en sjöprocent på 7,2 procent.